# Сталинская премия за выдающиеся изобретения и коренные усовершенствования методов производственной работы (1947)
В 1947 году были названы лауреаты Сталинской премии за выдающиеся изобретения и коренные усовершенствования методов производственной работы за 1946 год в Постановлениях Совета народных комиссаров СССР «О присуждении Сталинских премий за выдающиеся изобретения и коренные усовершенствования методов производственной работы за 1946 год» (опубликовано в газете «Известия» 7 июня 1947 года).

## Первая степень
Сумма вознаграждения — 150 000 рублей. В рамках премии внимание уделили 8 разработкам.
1. Баба-Заде, Баба Курбан Кули оглы, зам. гл. геолога объединения «Азнефть», Джафаров, Садых Искендерович, гл. геолог треста «Лениннефть», — за открытие Бузовны-Маштагинского нефтяного месторождения, имеющего большое народно-хозяйственное значение
2. Демьянюк, Фома Семёнович, гл. технолог, Городецкий, Арон Маркович, Селифонов, Виктор Яковлевич, Петухов, Сергей Петрович, Вельтищев, Алексей Мефодьевич, инженеры Московского автозавода имени И. В. Сталина, — за разработку и внедрение новых технологических процессов и скоростное освоение производства автомобиля «ЗИС-110»
3. Микоян, Артём Иванович и Гуревич, Михаил Иосифович, — за разработку конструкции нового образца боевого самолёта
4. Пустыгин, Михаил Андреевич, Иванов Иван Сергеевич, н. с. ВИСХОМ, — за разработку конструкции самоходного комбайна С-4
5. Рудницкий, Николай Васильевич, д. ч. ВАСХНИЛ, директор Кировской областной опытной станции, — за широко известные работы по селекции с/х культур и выведение ценных сортов озимой ржи «Вятка» и озимой пшеницы «Лютесценс 116»
6. Трепененков, Игорь Исидорович, Слонимский, Вениамин Яковлевич, Тюляев, Владимир Николаевич, инженеры НАТИ, Архангельский, Борис Евграфович, гл. конструктор ЛТЗ, Дронг, Иван Иосифович, гл. конструктор ГУ тракторной промышленности, — за разработку конструкции гусеничного трактора «Кировец Д-35»
7. Яковлев, Александр Сергеевич, — за разработку конструкции нового образца боевого самолёта
8. Термен, Лев Сергеевич — за разработку подслушивающих систем (в список, опубликованный в периодической печати, внесён не был)

## Вторая степень
Сумма вознаграждения — 100 000 рублей. В рамках премии внимание уделили 24 разработкам.
1. Белан, Роман Васильевич, директор, Берёзкин, Борис Сергеевич, Домницкий, Иван Филиппович, Жеребин, Борис Николаевич, Казарновский, Григорий Ефимович, Люленков, Иван Самсонович, Рыбочкин, Геннадий Фёдорович, инженеры КМК имени И. В. Сталина, — за разработку и внедрение скоростного метода реконструкции доменных печей
2. Бериев, Георгий Михайлович, конструктор завода № 49, — за создание нового образца боевого самолёта
3. Бернштейн, Михаил Александрович, Кремс, Андрей Яковлевич, Носаков, Иван Васильевич, Сиротко, Александр Макарович, инженеры Ухтинского комбината, Паничев, Владимир Сергеевич, инженер МВД СССР, — за открытие и промышленное освоение газовых месторождений Верхней Ижмы
4. Василенко, Иван Фомич, профессор ВИСХОМ, Прошунин, Пётр Николаевич, Красниченко, Александр Васильевич, инженеры завода Ростсельмаш, Попов, Илья Фёдорович, доцент Ростовского н/Д МСИ, — за разработку конструкции зернового комбайна «Сталинец-6»
5. Вершинин, Николай Васильевич, д. ч. АМН СССР, Яблоков, Дмитрий Дмитриевич, профессора ТГМИ имени В. М. Молотова, Ревердатто, Виктор Владимирович, профессор ТГУ имени В. В. Куйбышева, — за разработку методов извлечения новых лечебных препаратов из лекарственных растений Сибири и внедрение их в практику здравоохранения
6. Вознесенский, Иван Николаевич (посмертно), ч.- к. АН СССР, бывший н. с., Бейрах, Зельман Яковлевич, Корнилов, Юрий Георгиевич, Калафати, Леонид Фёдорович, Пивень, Виктор Данилович, н. с. ЦКТИ, — за разработку системы автоматического регулирования паровых котлов
7. Дородницын, Анатолий Алексеевич, д. т. н., Красильщиков, Пётр Петрович, Серебрийский, Яков Моисеевич, д. т. н., Струминский, Владимир Васильевич, Штейнберг, Рафаил Ильич, н. с. ЦАГИ имени Н. Е. Жуковского, — за разработку проектов новых крыльев для скоростных самолётов
8. Звягин, Павел Захарович, Здоров, Семён Филиппович, Адамов, Андрей Иванович, Бондаренко, Самсон Михайлович, Юдин, Евгений Яковлевич, инженеры Ухтинского комбината, Зоткин, Михаил Михайлович, инженер МВД СССР, — за разработку и внедрение шахтного способа добычи нефти в условиях Ухты
9. Зубов, Иван Петрович, Хуторов, Антон Мокеевич, инженеры-геологи треста «Калининнефть», Вялов, Олег Степанович, профессор ВНИГРИ, — за геологические исследования, обеспечившие открытие и освоение новых нефтяных месторождений в Фергане
10. Ильюшин, Сергей Владимирович, — за разработку конструкции многоместного пассажирского самолёта Ил-12
11. Иоаннесян, Ролен Арсеньевич, Гусман, Моисей Тимофеевич, инженеры Главнефтедобычи МНП южных и западных районов СССР, Тагиев, Эйюб Измаилович, инженер Главнефтедобычи МНП восточных районов СССР, Шумилов, Пётр Павлович (посмертно), бывший инженер НКНП СССР, Аликин, Степан Иванович, гл. инженер треста «Краснокамскнефть», Ага Нейматула, буровой мастер Объединения «Азнефть», — за разработку и широкое внедрение метода непрерывного наклонного бурения нефтяных скважин
12. Кузнецов Виктор Александрович, Бескорованный, Павел Михайлович, Киселёв, Николай Николаевич, инженеры НКМЗ имени И. В. Сталина, Яковлев Василий Николаевич, нач. ГУ МТМС СССР, Кузьмин, Александр Дмитриевич, зам. председателя технического совета, Каменев, Иосиф Матвеевич, гл. технолог МТМС СССР, — за создание новых подъёмных машин для глубоких шахт
13. Лебедев Александр Алексеевич, академик, Верцнер, Виктор Николаевич, Зандин, Николай Григорьевич, н. с. ГОИ, — за создание отечественного образца электронного микроскопа
14. Лебедев, Борис Петрович, Стрельников, Пётр Иванович, инженеры ЦКБАС ЭНИМС, Воловик, Моисей Яковлевич, Кайсарьянц, Сергей Арменахович, Никитин, Сергей Афанасьевич, инженеры МССЗ имени С. Орджоникидзе, — за разработку конструкции и осуществление высокопроизводительной автоматической линии станков для обработки блоков мотора грузового автомобиля «ЗИС-150»
15. Лебедянский, Лев Сергеевич, Жилин, Геннадий Александрович, Чистов, Владимир Константинович, Львов, Дмитрий Васильевич, Уткин, Василий Дмитриевич, Дьяков, Василий Дмитриевич, инженеры КПСЗ имени В. В. Куйбышева, — за разработку конструкции нового товарного паровоза серии Л
16. Липгарт Андрей Александрович, гл. конструктор, Кригер, Анатолий Маврикиевич, Просвирнин, Александр Дмитриевич, Косткин, Лев Васильевич, Борисов, Виталий Иванович, Русаков, Сергей Иванович, инженеры ГАЗ имени В. М. Молотова, — за создание грузового автомобиля ГАЗ-51
17. Островский, Анатолий Павлович, Григорян, Норайр Григорьевич, инженеры СКБ-1, Шумилов, Пётр Павлович (посмертно), — за создание нового вида вооружения
18. Павлов, Николай Никифорович, д. ф.- м. н., ст. н. с. ГАО АН СССР, — за разработку фотоэлектрического метода регистрации звёздных прохождений, обеспечивающего значительное повышение точности астрономических наблюдений
19. Самодуров, Михаил Афанасьевич, начальник, Абакумов, Егор Трофимович, бывший зам. нач. Метростроя, Барышников, Александр Иванович, гл. инженер Главтоннельстроя, Гоциридзе, Илларион Давидович, бывший нач. шахт Метростроя, Губанков, Николай Алексеевич, зам. нач. Главтоннельметростроя, Комаров, Николай Михайлович, ст. инженер Метропроекта, Размеров, Владимир Иванович, гл. механик Метростроя, Танкилевич, Абрам Григорьевич, гл. инженер Метростроя, Маковский, Вениамин Львович, гл. инженер Метропроекта, — за усовершенствование и внедрение на строительство Московского метрополитена имени Л. М. Кагановича щитового метода проходки тоннелей, обеспечившего значительное повышение производительности труда на подземных работах
20. Торопов, Фёдор Александрович, Крашенинников, Михаил Дмитриевич, н. с. Ухтинского комбината, — за разработку нового метода получения химического продукта
21. Черненко, Семён Фёдорович, профессор, зав. отделом селекции ЦГЛ имени И. В. Мичурина, — за выдающиеся достижения в области селекции плодовых культур и выведение новых сортов яблока «Июльское», «Розовое превосходное», «Первенец», «Оранжевое» и «Суворовец»
22. Шубенко-Шубин, Леонид Александрович, директор ЦКТИ, Пыж, Осип Александрович, инженер завода № 449, Берг, Вульф Эльевич, Соловей, Виктор Ефимович, Холин, Василий Тихонович, инженеры Кировского завода, — за разработку конструкции и технологии изготовления машины для боевых кораблей
23. Эрпшер, Юлий Борисович, гл. конструктор, Волчек, Николай Акимович, Кроль, Михаил Яковлевич, инженеры ЦКБАС ЭНИМС, Рыбкин, Александр Павлович, нач. техотдела МССП СССР, Козлов Иван Иванович, гл. инженер, Трунин, Константин Васильевич, ст. мастер завода «Станкоконструкция», — за создание высокопроизводительной автоматической линии станков для обработки головок мотора для трактора «СТЗ-НАТИ» и блоков мотора малолитражных автомобилей
24. Юрьев, Василий Яковлевич, д. ч. АН УССР, директор Харьковской ГСС, — за создание высокоурожайных сортов пшеницы «Народный», «Лютесценс 266» и ячменя «Юбилейный»

## Третья степень
Сумма вознаграждения — 50 000 рублей. В рамках премии внимание уделили 42 разработкам.
1. Азарьев, Дмитрий Иванович, Федосеев, Алексей Михайлович, инженеры треста «Теплоэлектропроект», Жданов, Пётр Сергеевич, профессор МЭИ имени В. М. Молотова, — за разработку моделей электрических систем, облегчающих проектирование и эксплуатацию мощных электростанций
2. Айзенберг, Григорий Захарович, Шулейкин, Георгий Васильевич, н. с. ЦНИИС, Королькевич, Лев Станиславович, нач. лаборатории антенных сооружений НИИ связи, — за разработку нового типа антенн для радиовещательных станций
3. Арефьев, Евгений Владимирович, ст. н. с. Краснодарской опытной станции пчеловодства, — за разработку и внедрение передовых методов пчеловодства
4. Бас-Дубов, Синой Шмеркович, Заславский, Генрих Моисеевич, инженеры завода № 27, Кантор, Давид Исаакович, Егоров, Борис Николаевич, сотрудники ЛИИ имени М. М. Громова, — за разработку конструкции новых типов винтов для боевых самолётов
5. Башкиров, Матвей Викторович, инженер ЛТИ имени С. М. Кирова, — за разработку оригинальной конструкции узловязателя для устранения обрыва нитей, широко внедрённого в текстильную промышленность
6. Берон, Аба Исаакович, Малевич, Николай Александрович, инженеры Гипроуглемаша МУП восточных районов СССР, Давыдов, Борис Львович, Рабинович, Илья Александрович, инженеры Гипроуглемаша МУП южных и западных районов СССР, Гржибовский, Станислав Станиславович, Шульман, Пинхос Танхомович, инженеры НКМЗ имени И. В. Сталина, — за усовершенствование электроподъёмных машин для глубоких шахт Донбасса
7. Богомолов, Герасим Васильевич, профессор МГРИ, Ржаницын, Борис Александрович, руководитель лаборатории НИИ № 100, Каргин, Валентин Алексеевич, ч.-к. АН СССР, профессор ФХИ имени Л. Я. Карпова, — за разработку и внедрение в строительство способа искусственного закрепления водонасыщенных песчаных грунтов
8. Великовский, Даниил Семёнович, Черножуков, Николай Иванович, Беликовская, Евгения Михайловна, Рыбак, Борис Моисеевич, н. с. МНИ имени академика И. М. Губкина, — за разработку нового метода окисления нефтяных продуктов и применение продуктов окисления в качестве деэмульгаторов сырых нефтей и присадок к смазкам
9. Волкова, Анна Александровна, зам. директора Киргизской НИВОС, — за изобретение и внедрение в ветеринарную практику вакцины против брадзота овец
10. Волкова, Мария Михайловна, Кашаева, Анна Егоровна, Шибаева, Екатерина Никифоровна, Печкина, Анна Васильевна, ткачихи фабрики № 1 ОХБК имени К. И. Николаевой, — за внедрение рациональных высокопроизводительных методов работы в текстильной промышленности, обеспечивших возможность перехода на многостаночное обслуживание
11. Галасов, Пётр Никитич, гл. конструктор, Азриелович, Семён Савельевич, гл. инженер, Бардуков, Иван Алексеевич, директор ЛИВИЗ, — за разработку конструкции и освоение производства новой высокопроизводительной таромоечной машины
12. Гольдман, Александр Львович, Серебрянников, Анатолий Викторович, Жуков, Николай Васильевич, Чернавин, Борис Иванович, инженеры Верх-Исетского металлургического завода, Шапиро, Борис Савельевич, ст. инженер техотдела МЧМ СССР, — за разработку и внедрение в производство метода горячей прокатки тонколистовой электротехнической стали
13. Деревягин Александр Александрович, консультант ЦНИЛТИ, Ливеровский Алексей Алексеевич, доцент ЛЛТА имени С. М. Кирова, Корякин, Владимир Иванович, гл. инженер Лесхимпроекта, Чалов, Николай Владимирович, Лямин, Владимир Александрович, н. с. ВНИИИГП, — за разработку и внедрение нового метода получения уксусной кислоты из древесного генераторного газа
14. Дринберг, Анатолий Яковлевич, профессор ЛХТИ имени Ленсовета, Миренский, Бер Рувимович, инженер МХП СССР, Благонравова, Ангелина Аркадьевна, Раскин, Яков Львович, н. с. ГИПИ № 4, Козлов Николай Николаевич; инженер завода № 861, — за разработку и промышленную реализацию новых методов производства синтетических смол, масел и лаков
15. Евзлин, Вольф Нахимович, Васильев Владимир Андреевич, Шапиро, Арон Бенеаминович, Новокрещёнов, Виктор Фёдорович, инженеры завода № 658, — за создание и освоение в производстве новой серии асинхронных электродвигателей
16. Енгибарян, Аммик Аветович, Веневидов, Иван Васильевич, инженеры завода № 25, — за разработку новой конструкции авиационного вооружения
17. Запорожец, Герасим Иванович, машинист тяжёлой врубовой машины шахты № 28 треста «Снежнянантрацит» комбината «Сталинуголь» МУП южных и западных районов СССР, — за усовершенствование методов эксплуатации врубовых машин, обеспечивших высокую производительность труда и увеличение добычи угля
18. Звонарёв, Иван Николаевич, гл. геолог, Радченко, Георгий Павлович, Скок, Виталий Иванович, геологи Западно-Сибирского геологического управления, Станов, Владимир Васильевич, гл. геолог Главвостокуглеразведки, Молчанов, Иннокентий Иннокентьевич, гл. инженер треста «Кузбассуглеразведка», — за открытие новых месторождений коксующихся углей в южной части Кузбасса
19. Ишкин, Иван Петрович, нач. лаборатории НИИКМС, Бурбо, Полина Зиновьевна, сотрудник ГИАП, Овчаренко, Борис Григорьевич, Булычёв, Александр Николаевич, инженеры КАТЗ, — за разработку и внедрение в промышленность нового способа очистки воздуха от ацетилена, обеспечившего взрывобезопасность воздухоразделительных аппаратов в кислородной промышленности
20. Конников, Абрам Григорьевич, нач. отдела МММП СССР, — за коренное усовершенствование технологических процессов в мясной промышленности
21. Коштял, Юрий Фёдорович, зам. нач. цеха КИПиА, Масловский, Пётр Модестович, нач. теплотехнической лаборатории, Гудовщиков, Сергей Сергеевич, зам. гл. инженера КМК имени И. В. Сталина, Зуц, Константин Александрович, зам. нач. цеха КИПиА, Шнееров, Яков Аронович, зам. гл. инженера ММК имени И. В. Сталина, Макаров, Александр Николаевич, Фильцер, Гавриил Абрамович, н. с. ЦЛА МЧМ СССР, Звенигородский, Борис Моисеевич, гл. инженер Проектмонтажприбор, — за разработку и внедрение приборов автоматического управления мартеновскими и доменными процессами
22. Кудрявцев Иван Васильевич, ст. н. с., Чулошников, Михаил Иванович, ст. инженер, Баландин, Илья Назарович, ст. мастер ЦНИИТМС, — за разработку новой конструкции машины для статических испытаний металлов на прочность
23. Кулеско, Исаак Иосифович, ст. н. с. УИЭВ, — за изобретение и внедрение в практику эффективной вакцины против чумы свиней
24. Ледин, Леонид Григорьевич, инженер-капитан, Мудрак, Сергей Тимофеевич, Хожев, Виктор Владимирович, н. с. НИИ-6, Савельев, Павел Петрович, инженер-полковник, Наумов, Фёдор Иванович, инженер завода № 709, — за коренное усовершенствование морского вооружения
25. Логачёв, Александр Андреевич, директор ВНИИРГФ, — за изобретение аэромагнитометра и создание нового метода поисков железнорудных месторождений с помощью воздушной магнитной съёмки
26. Любашенко, Сергей Яковлевич, д. вет. н., зам. директора МВТ СССР, — за изобретение и внедрение в практику высокоэффективных биопрепаратов против лептоспироза пушных зверей и с/х животных
27. Маршак, Иммануэль Самойлович, Туницкий, Леонид Николаевич, н. с. НИИ ВВС, Абрамсон, Илья Самойлович, н. с. ФИАН имени П. Н. Лебедева, — за разработку нового метода воздушного фотографирования
28. Матросов, Василий Иванович, закройщик МОФ «Парижская коммуна», — за разработку высокопроизводительных методов работы, получивших широкое распространение на предприятиях лёгкой промышленности
29. Минзарипов, Нигмаджан, Проничкин, Иван Николаевич, бригадиры скоростных проходческих бригад Второго северного рудника МЦМ СССР, — за разработку и внедрение в горнорудную промышленность скоростных методов проходок горных выработок, обеспечивших высокую производительность труда
30. Москальков, Борис Александрович, инженер Красногорской ТЭЦ, — за разработку гидравлического способа удаления золы из топок паровых котлов, повышающего экономичность и надёжность работы электростанций
31. Мусийко, Александр Самсонович, ст. н. с. ВСГИ, — за изобретение и внедрение в практику сельского хозяйства искусственного доопыления кукурузы, подсолнечника, ржи, гречихи и других с/х культур
32. Окунь, Герберт Абрамович, конструктор ОКБ завода № 571, Музыкин, Антон Денисович, Сафронов, Павел Васильевич, инженеры завода имени М. В. Фрунзе, — за разработку нового типа взрывателя
33. Пашков, Борис Ильич, Карькина, Валерия Ивановна, Бакаев, Александр Семёнович, инженеры завода № 512, Дынкин, Матвей Павлович, инженер МСХМС СССР, — за разработку новой технологии производства пороха
34. Самойлюк, Николай Диомидович, нач. КБ Гипроуглемаша МУП южных и западных районов СССР, Савлуков, Флор Григорьевич, конструктор Подмосковного НИУИ, Спиваковский, Александр Онисимович, ч.- к. АН СССР, профессор МГИ имени И. В. Сталина, Клорикьян, Сурен Хоренович, гл. конструктор Гипроуглемаша МУП восточных районов СССР, — за коренные усовершенствования скребковых транспортёров и способа транспортировки угля в длинных лавах в шахтах Донбасса, обеспечившие значительное повышение добычи угля
35. Синайский, Михаил Михайлович, Лейбович, Евгений Абрамович, инженеры завода «Динамо», Варшавский, Давид Львович, зам. нач. техуправления МЭП СССР, Кустанович, Моисей Иосифович, гл. инженер НИИ № 627, — за разработку автоматической системы управления затворами гидротехнических узлов Волгостроя
36. Смарагдов, Василий Георгиевич, ст. зоотехник, Гусейнов, Сулейман Салман оглы, директор Кедабекского государственного племенного рассадника мериносовых овец АзССР, Садыхов, Мирза Гусейн оглы, доцент АзСХИ, Меликов, Фируз Али оглы, профессор, директор АзНИОСЖ, Ахвердиев, Кара Намаз оглы, ст. чабан овцеводческой фермы колхоза имени 13-летия РККА АзССР, — за выведение новой высокопродуктивной породы мериносовых овец «Азербайджанский горный меринос»
37. Сургучёв, Георгий Александрович, Анненберг, Эрнест Александрович, Кац, Бенцион Гершкович, Левшунов, Валентин Тихонович, Федин, Николай Севастьянович, инженеры завода «Красный пролетарий», — за разработку конструкции и освоение в производстве серии станков для токарной обработки вагонных осей
38. Успенский, Николай Алексеевич, профессор ВСХИ, Сологуб-Левицкая, Мария Андреевна, агроном, — за выведение нового сорта озимой ржи «Воронежский СХИ»
39. Хрущов, Михаил Михайлович, профессор, Беркович, Ефим Соломонович, мл. н. с., Брунов, Александр Иванович, ст. механик ИМАШАН, — за разработку конструкции прибора для испытания металла на микротвёрдость
40. Цицишвили, Вахтанг Давидович, гл. специалист коньячного производства Самтреста, — за создание новых марок коньяков Грузии «Юбилейный ХХ», «Энисели», «КС»
41. Черников, Юлий Абелевич, Успенская, Татьяна Александровна, Горюшина, Валентина Гавриловна, Гульдина, Евгения Исааковна, н. с. ГНИИРММ, — за разработку новых методов исследований в аналитической химии редких металлов
42. Чугурян, Липарит Сумбатович, инженер-капитан, — за создание приборов для испытания артиллерийского вооружения